# Zamarada viridiceps
Zamarada viridiceps är en fjärilsart som beskrevs av Louis Beethoven Prout 1934. Zamarada viridiceps ingår i släktet Zamarada och familjen mätare. Inga underarter finns listade i Catalogue of Life.